# Joachim Andersen (voetballer)
Joachim Christian Andersen (Frederiksberg, 31 mei 1996) is een Deens voetballer die doorgaans speelt als centrale verdediger. In augustus 2024 verruilde hij Crystal Palace voor Fulham. Andersen maakte in 2019 zijn debuut in het Deens voetbalelftal.

## Clubcarrière
Andersen doorliep de jeugdopleiding van FC Kopenhagen en FC Midtjylland. In de zomer van 2013 ondertekende de jeugdinternational een driejarige verbintenis bij FC Twente. Voor de Enschedese club ging hij met de beloften in de Jupiler League spelen. Hij maakte zijn debuut op 8 november 2013, toen er in eigen huis met 3–0 gewonnen werd van Telstar. Andersen mocht van coach Jan Zoutman in de basis beginnen en hij speelde de gehele negentig minuten mee.
In de voorbereiding op het seizoen 2014/15 werd Andersen aan de eerste selectie toegevoegd. Hij zat aan het begin van het seizoen enkele keren op de reservebank, maar vervolgens kwam hij opnieuw uit voor Jong FC Twente. Op 6 maart 2015 maakte hij zijn debuut in de Eredivisie in een wedstrijd tegen Willem II. Andersen viel in voor Hidde ter Avest. Hij maakte op 22 maart 2015 zijn eerste doelpunt in de Eredivisie tegen FC Groningen. Hij verlengde zijn contract tot 2018 met een optie op nog twee seizoenen. Vanaf november 2015 was hij basisspeler voor Twente en speelde hij bijna alle volgende competitiewedstrijden dat seizoen. Hij speelde in totaal vijftig wedstrijden voor FC Twente, waarin hij goed was voor vier goals en één assist.
Andersen tekende in augustus 2017 een contract tot medio 2021 bij Sampdoria. Hier maakte hij op 28 november in de Coppa Italia tegen Delfino Pescara zijn debuut voor de club. Op 25 februari 2018 maakte hij ook in de Serie A tegen Udinese zijn debuut. Op 3 april stond hij tegen Atalanta Bergamo voor het eerst in de basis in de competitie, waarna hij ook de laatste vijf competitiewedstrijden negentig minuten speelde. Vervolgens was hij een seizoen lang basisspeler bij Sampdoria, dat negende werd in de competitie. Hij speelde tweeënveertig wedstrijden voor Sampdoria.
Twee jaar na zijn komst in Italië nam Olympique Lyon de Deen in de zomer van 2019 over voor circa vijfentwintig miljoen euro. Hier maakte hij op 9 augustus tegen AS Monaco zijn debuut met een 3-0 overwinning. Op 2 oktober maakte hij tegen RB Leipzig met een 2-0 overwinning zijn debuut in de Champions League. Op 5 november was hij tegen Benfica goed voor zijn eerste doelpunt voor Lyon, waarna hij een maand tegen Nîmes Olympique ook zijn eerste competitiedoelpunt maakte. Op 31 juli stond hij in de finale van de Coupe de la Ligue, die na strafschoppen verloren werd van Paris Saint-Germain. Diezelfde ploeg was ook al te sterk geweest voor Lyon in de halve finale van de Coupe de France.
Op 5 oktober 2020 werd Andersen voor een seizoen verhuurd aan Fulham. Hier maakte hij op 2 november tegen West Bromwich Albion zijn debuut voor. Aan het einde van die maand was hij voor het eerst aanvoerder van de club, bij afwezigheid van Tom Cairney. Hij zou de aanvoerdersband vervolgens nog een groot deel van het seizoen dragen. Op 19 maart 2021 scoorde hij tegen Leeds United zijn eerste doelpunt voor Fulham. Met Fulham degradeerde hij dat seizoen uit de Premier League, maar Andersen bleef wel actief op dat niveau.
Crystal Palace nam de Deen namelijk voor circa zeventienenhalf miljoen euro over en gaf hem een contract voor vijf seizoenen. Hij maakte op 14 augustus als invaller tegen Chelsea zijn debuut voor de club, waarna hij direct een verdedigingsduo ging vormen met Marc Guéhi. Op 4 april was hij goed voor twee assists in een 3–0 overwinning op Arsenal. Op 27 augustus was hij tegen Manchester City goed voor zijn eerste doelpunt in dienst van Crystal Palace. Op 26 december was hij bij afwezigheid van Guéhi voor het eerst aanvoerder van Crystal Palace. Op 2 maart 2024 speelde hij tegen Tottenham Hotspur zijn honderdste wedstrijd voor de Londense club.
Aan het begin van het seizoen 2024/25 speelde Andersen nog één wedstrijd voor Crystal Palace, maar daarna keerde hij terug bij Fulham, waar hij al als huurspeler actief was geweest. Die club nam hem voor omgerekend bijna dertig miljoen euro over en schotelde hem een verbintenis voor de duur van vijf seizoenen voor, met een optie op een jaar extra.

## Clubstatistieken
| Seizoen | Club           | Competitie     | Competitie | Competitie | Beker | Beker | Internationaal | Internationaal | Totaal | Totaal |
| Seizoen | Club           | Competitie     | Wed.       | Dlp.       | Wed.  | Dlp.  | Wed.           | Dlp.           | Wed.   | Dlp.   |
| ------- | -------------- | -------------- | ---------- | ---------- | ----- | ----- | -------------- | -------------- | ------ | ------ |
| 2013/14 | Jong FC Twente | Eerste divisie | 21         | 0          | —     | —     | —              | —              | 21     | 0      |
| 2014/15 | Jong FC Twente | Eerste divisie | 17         | 0          | —     | —     | —              | —              | 17     | 0      |
| 2014/15 | FC Twente      | Eredivisie     | 7          | 1          | 1     | 0     | —              | —              | 8      | 1      |
| 2015/16 | FC Twente      | Eredivisie     | 18         | 1          | 0     | 0     | —              | —              | 18     | 1      |
| 2016/17 | FC Twente      | Eredivisie     | 22         | 2          | 0     | 0     | —              | —              | 22     | 2      |
| 2017/18 | FC Twente      | Eredivisie     | 2          | 0          | 0     | 0     | —              | —              | 2      | 0      |
| 2017/18 | Sampdoria      | Serie A        | 7          | 0          | 1     | 0     | —              | —              | 8      | 0      |
| 2018/19 | Sampdoria      | Serie A        | 32         | 0          | 2     | 0     | —              | —              | 34     | 0      |
| 2019/20 | Olympique Lyon | Ligue 1        | 18         | 1          | 8     | 0     | 6              | 1              | 32     | 2      |
| 2020/21 | Olympique Lyon | Ligue 1        | 3          | 0          | 0     | 0     | —              | —              | 3      | 0      |
| 2020/21 | → Fulham       | Premier League | 31         | 1          | 0     | 0     | —              | —              | 31     | 1      |
| 2021/22 | Crystal Palace | Premier League | 34         | 0          | 5     | 0     | —              | —              | 39     | 0      |
| 2022/23 | Crystal Palace | Premier League | 32         | 1          | 1     | 0     | —              | —              | 33     | 1      |
| 2023/24 | Crystal Palace | Premier League | 38         | 2          | 2     | 0     | —              | —              | 40     | 2      |
| 2024/25 | Crystal Palace | Premier League | 1          | 0          | 0     | 0     | —              | —              | 1      | 0      |
| 2024/25 | Fulham         | Premier League | 7          | 0          | 1     | 0     | —              | —              | 8      | 0      |
| Totaal  | Totaal         | Totaal         | 290        | 9          | 21    | 0     | 6              | 1              | 317    | 10     |

Bijgewerkt op 19 november 2024.

## Interlandcarrière
Andersen maakte zijn debuut in het Deens voetbalelftal op 15 oktober 2019, toen in de Nordjyske Arena een vriendschappelijke wedstrijd gespeeld werd tegen Luxemburg. Door doelpunten van Martin Braithwaite, Kasper Dolberg (tweemaal) en Christian Gytkjær won Denemarken de wedstrijd met 4–0. Andersen moest van bondscoach Åge Hareide op de reservebank beginnen en hij viel zeven minuten voor tijd in voor Simon Kjær. Andersen werd in mei 2021 door Hjulmand opgeroepen voor de Deense selectie op het uitgestelde EK 2020. Tijdens het toernooi werd Denemarken uitgeschakeld in de halve finales door Engeland (2–1). Daarvoor werd in de groepsfase verloren van Finland (0–1) en België (1–2) en gewonnen van Rusland (1–4). Daarna werd in de achtste finales gewonnen van Wales (0–4) en in de kwartfinales van Tsjechië (1–2). Andersen speelde mee tegen Wales, Tsjechië en Engeland. Zijn toenmalige teamgenoot Marek Rodák (Slowakije) was ook actief op het EK.
In november werd Andersen door Hjulmand opgenomen in de selectie van Denemarken voor het WK 2022. Tijdens dit WK werd Denemarken uitgeschakeld in de groepsfase na een gelijkspel tegen Tunesië en nederlagen tegen Frankrijk en Australië. Andersen kwam in alle drie duels in actie. Zijn toenmalige clubgenoot Jordan Ayew (Ghana) was ook actief op het toernooi.
Hjulmand nam Andersen in mei 2024 op in de selectie van Denemarken voor het EK 2024 in Duitsland. Denemarken overleefde de groepsfase na gelijke spelen tegen Slovenië, Engeland (tweemaal 1–1) en Servië (0–0), waarna Duitsland in de achtste finale met 2–0 te sterk was. Andersen speelde in alle wedstrijden mee. Zijn toenmalige clubgenoten Marc Guéhi, Eberechi Eze, Dean Henderson en Adam Wharton (allen Engeland) waren ook actief op het EK.
| Interlands van Joachim Andersen voor Denemarken | Interlands van Joachim Andersen voor Denemarken | Interlands van Joachim Andersen voor Denemarken | Interlands van Joachim Andersen voor Denemarken | Interlands van Joachim Andersen voor Denemarken | Interlands van Joachim Andersen voor Denemarken | Interlands van Joachim Andersen voor Denemarken |
| №                                               | Datum                                           | Wedstrijd                                       | Uitslag                                         | Competitie                                      | Goals                                           |                                                 |
| Als speler bij Olympique Lyon                   | Als speler bij Olympique Lyon                   | Als speler bij Olympique Lyon                   | Als speler bij Olympique Lyon                   | Als speler bij Olympique Lyon                   | Als speler bij Olympique Lyon                   | Als speler bij Olympique Lyon                   |
| ----------------------------------------------- | ----------------------------------------------- | ----------------------------------------------- | ----------------------------------------------- | ----------------------------------------------- | ----------------------------------------------- | ----------------------------------------------- |
| 1                                               | 7 oktober 2020                                  | Denemarken – Luxemburg                          | 4 – 0                                           | Vriendschappelijk                               |                                                 |                                                 |
| Als speler bij Fulham                           |                                                 |                                                 |                                                 |                                                 |                                                 |                                                 |
| 2                                               | 25 maart 2021                                   | Israël – Denemarken                             | 0 – 2                                           | WK 2022 kwalificatie                            |                                                 |                                                 |
| 3                                               | 28 maart 2021                                   | Denemarken – Moldavië                           | 8 – 0                                           | WK 2022 kwalificatie                            |                                                 |                                                 |
| 4                                               | 31 maart 2021                                   | Oostenrijk – Denemarken                         | 0 – 4                                           | WK 2022 kwalificatie                            |                                                 |                                                 |
| 5                                               | 6 juni 2021                                     | Denemarken – Bosnië en Herzegovina              | 2 – 0                                           | Vriendschappelijk                               |                                                 |                                                 |
| 6                                               | 26 juni 2021                                    | Wales – Denemarken                              | 0 – 4                                           | EK 2020                                         |                                                 |                                                 |
| 7                                               | 3 juli 2021                                     | Tsjechië – Denemarken                           | 1 – 2                                           | EK 2020                                         |                                                 |                                                 |
| 8                                               | 7 juli 2021                                     | Engeland – Denemarken                           | 2 – 1                                           | EK 2020                                         |                                                 |                                                 |
| Als speler bij Crystal Palace                   |                                                 |                                                 |                                                 |                                                 |                                                 |                                                 |
| 9                                               | 1 september 2021                                | Denemarken – Schotland                          | 2 – 0                                           | WK 2022 kwalificatie                            |                                                 |                                                 |
| 10                                              | 7 september 2021                                | Denemarken – Israël                             | 5 – 0                                           | WK 2022 kwalificatie                            |                                                 |                                                 |
| 11                                              | 9 oktober 2021                                  | Moldavië – Denemarken                           | 0 – 4                                           | WK 2022 kwalificatie                            |                                                 |                                                 |
| 12                                              | 26 maart 2022                                   | Nederland – Denemarken                          | 4 – 2                                           | Vriendschappelijk                               |                                                 |                                                 |
| 13                                              | 29 maart 2022                                   | Denemarken – Servië                             | 3 – 0                                           | Vriendschappelijk                               |                                                 |                                                 |
| 14                                              | 3 juni 2022                                     | Frankrijk – Denemarken                          | 1 – 2                                           | Nations League 2022/23                          |                                                 |                                                 |
| 15                                              | 6 juni 2022                                     | Oostenrijk – Denemarken                         | 1 – 2                                           | Nations League 2022/23                          |                                                 |                                                 |
| 16                                              | 10 juni 2022                                    | Denemarken – Kroatië                            | 0 – 1                                           | Nations League 2022/23                          |                                                 |                                                 |
| 17                                              | 13 juni 2022                                    | Denemarken – Oostenrijk                         | 2 – 0                                           | Nations League 2022/23                          |                                                 |                                                 |
| 18                                              | 22 september 2022                               | Kroatië – Denemarken                            | 2 – 1                                           | Nations League 2022/23                          |                                                 |                                                 |
| 19                                              | 25 september 2022                               | Denemarken – Frankrijk                          | 2 – 0                                           | Nations League 2022/23                          |                                                 |                                                 |
| 20                                              | 22 november 2022                                | Denemarken – Tunesië                            | 0 – 0                                           | WK 2022                                         |                                                 |                                                 |
| 21                                              | 26 november 2022                                | Frankrijk – Denemarken                          | 2 – 1                                           | WK 2022                                         |                                                 |                                                 |
| 22                                              | 30 november 2022                                | Australië – Denemarken                          | 1 – 0                                           | WK 2022                                         |                                                 |                                                 |
| 23                                              | 16 juni 2023                                    | Denemarken – Noord-Ierland                      | 1 – 0                                           | EK 2024 kwalificatie                            |                                                 |                                                 |
| 24                                              | 7 september 2023                                | Denemarken – San Marino                         | 4 – 0                                           | EK 2024 kwalificatie                            |                                                 |                                                 |
| 25                                              | 10 september 2023                               | Finland – Denemarken                            | 0 – 1                                           | EK 2024 kwalificatie                            |                                                 |                                                 |
| 26                                              | 14 oktober 2023                                 | Denemarken – Kazachstan                         | 3 – 1                                           | EK 2024 kwalificatie                            |                                                 |                                                 |
| 27                                              | 17 oktober 2023                                 | San Marino – Denemarken                         | 1 – 2                                           | EK 2024 kwalificatie                            |                                                 |                                                 |
| 28                                              | 17 november 2023                                | Denemarken – Slovenië                           | 2 – 1                                           | EK 2024 kwalificatie                            |                                                 |                                                 |
| 29                                              | 20 november 2023                                | Noord-Ierland – Denemarken                      | 2 – 0                                           | EK 2024 kwalificatie                            |                                                 |                                                 |
| 30                                              | 23 maart 2024                                   | Denemarken – Zwitserland                        | 0 – 0                                           | Vriendschappelijk                               |                                                 |                                                 |
| 31                                              | 5 juni 2024                                     | Denemarken – Zweden                             | 2 – 1                                           | Vriendschappelijk                               |                                                 |                                                 |
| 32                                              | 8 juni 2024                                     | Denemarken – Noorwegen                          | 3 – 1                                           | Vriendschappelijk                               |                                                 |                                                 |
| 33                                              | 16 juni 2024                                    | Slovenië – Denemarken                           | 1 – 1                                           | EK 2024                                         |                                                 |                                                 |
| 34                                              | 20 juni 2024                                    | Denemarken – Engeland                           | 1 – 1                                           | EK 2024                                         |                                                 |                                                 |
| 35                                              | 25 juni 2024                                    | Denemarken – Servië                             | 0 – 0                                           | EK 2024                                         |                                                 |                                                 |
| 36                                              | 29 juni 2024                                    | Duitsland – Denemarken                          | 2 – 0                                           | EK 2024                                         |                                                 |                                                 |
| Als speler bij Fulham                           |                                                 |                                                 |                                                 |                                                 |                                                 |                                                 |
| 37                                              | 5 september 2024                                | Denemarken – Zwitserland                        | 2 – 0                                           | Nations League 2024/25                          |                                                 |                                                 |
| 38                                              | 8 september 2024                                | Denemarken – Servië                             | 2 – 0                                           | Nations League 2024/25                          |                                                 |                                                 |
| 39                                              | 15 november 2024                                | Denemarken – Spanje                             | 1 – 2                                           | Nations League 2024/25                          |                                                 |                                                 |

Bijgewerkt op 19 november 2024.